# Victor Meirelles
Victor Meirelles, właśc. Victor Meirelles de Lima (ur. 18 sierpnia 1832 we Florianópolis, zm. 22 lutego 1903 w Rio de Janeiro) – brazylijski malarz.
Studiował sztukę w Paryżu, a większość jego dzieł dotyczy rodzimej Brazylii. Jego obrazy religijne i wojskowe pomogły mu stać się jednym z najpopularniejszych malarzy Brazylii. Jego Pierwsza Msza w Brazylii był pierwszym obrazem brazylijskim które można było zobaczyć na wystawach w Paryżu.
Jego rodzinny dom obecnie jest przemianowany na muzeum jego imienia.